# عودة خالتي (مسلسل)
عودة خالتي مسلسل درامي كويتي من تأليف خالد شكري وإخراج محمد جمعة. عُرض في ديسمبر 2022.

## قصة العمل
بعد أن أسست حميدة "هدى حسين" حياتها في عالم الموضة لتكوين امبراطوريتها الخاصة تضطر إلى أن تواجه عالمًا جديدًا و خطيرًا لإنقاذ أبناء شقيقتها داليا من المشاكل التي تورطوا فيها.

## طاقم العمل
- هدى حسين
- الآء شاكر
- ريم ارحمة
- حسين المهدي
- سحر حسين
- أحمد إيراج
- فرح الصراف
- عبدالله البلوشي
- نورا